# 煉獄姬
《煉獄姬》（煉獄姫），日本輕小說作家藤原祐的輕小說作品，由kaya8担任插畫师。

## 概要
在現世的下一個階層是名為「煉獄」的異世界。瀰漫此處的是飽含毒害的大氣，這種氣體能干涉人們的意志、更甚是各種難以估量的可怖性質。

螢國的第一皇女艾兒蒂米希雅──艾兒蒂的特異體質讓她體內連結著煉獄之門。她的身邊總有毒氣纏繞，會將靠近身旁的所有人都滅絕，平時就被當作受詛咒的孩子幽禁在城堡的地牢裡。

但她偶爾也會來到外頭的世界。艾兒蒂與她的侍從少年騎士弗格接受了來自皇室的密令，將以「煉術師」的身分學習駕馭來自煉獄的毒氣，操縱所謂的超常──
在充斥著謀略與毒氣的都市「匍都」中所展開的幽暗系幻想故事，即將在此揭開序幕。

## 人物介紹

### 主要人物
艾兒蒂米希雅•帕羅•拉耶（艾兒蒂）
銀色長髮的15歲少女。瑩國真正的第一皇女，對外宣稱在出生時與前任皇妃—艾兒蒂的親生母親一同死亡，知道她存在的只有一小部份人。小名『艾兒蒂』，由伊歐所取（一般艾兒蒂米希雅的簡稱是米希雅），
出生時，體內就存有『煉獄之門』的特殊體質。那道門會一直釋放出毒氣，接近她的大多數人的生命皆會受損，自年幼起就囚禁在前任皇妃的慰靈塔內部的地牢之中。
弗格
外表16、17歲的少年。艾兒蒂的騎士兼工作時的监督者。與她一同是王属煉術師，隸屬王禁衛游擊隊。平時極力避免艾兒蒂被牽扯入權力鬥爭之中。
有著不受艾兒蒂身上的高濃度毒氣影響的特殊體質。事實上是天才煉術師羅蘭以「煉禁術」所製造的第一號人造人「第一環」，又稱為羅蘭之子。

伊歐•特莉努
24歲，王宮的侍女，對外宣稱是負責管理慰靈塔，但實質上主要工作是照顧艾兒蒂的日常生活。自15歲起在艾兒蒂身邊工作，對毒氣有著非常高容忍力，但由於艾兒蒂的毒氣十分濃烈，導致接近範圍不能少於半徑5公尺，不然會對壽命有影響。

### 瑩国政府
湯馬斯•米爾•拉耶
瑩國國王兼丁字新教教主，艾兒蒂的父親。
理查德•米爾•拉耶大公爵
現任國王的弟弟，第二順位的王位繼承者。王屬軍總司令官。
瑪格麗特•帕羅•拉耶（瑪歌）
12歲，瑩國對外宣稱的第一公主。艾兒蒂的異母妹妹，瑪格麗特本人不知艾兒蒂的存在。
與悳國王子有婚約。
基亞斯•梅涅克
16歲。梅涅克伯爵的孫子。
梅涅克伯爵
歐必特公爵

### 瑩國 王立煉導院
特莉艾拉•梅普
21歲。王立煉導院—通稱『邊獄院』的研究員。
於第三集因為受到打擊背叛了邊獄院

### 煉術師
伊帕西•特特斯
19歲。於北部的貧窮農村出生，在12歲時至瑩國首都—匍都的紡織工廠工作，15歲時完成勞動期，因對毒氣有著不錯的抵抗力而成為煉術師的入門弟子。在半年前開始獨立，可自由承接工作。
優貝歐魯
王屬煉術師，很瞭解煉術陣的知識。
雷迪克•梅爾
「四劍」。31歲。除了能靈活使用四把劍操控不同煉術，同時是位一流的研究學者，已開發出三種獨家煉術。
亞力士•里諾•斯雷吉公爵
遠距離操控炮彈系技術高超的老狙擊手。
肯尼斯•布蘭特
以鐵扇作鍵器，以舞步來啟動煉術的舞士。
歐圖•斐伊
全身藏滿暗器的殺手。
克莉絲汀娜•薇恩
「蛇女」、「染血蕩婦」。
米妮•戈爾、雷尼•戈爾
雙胞胎。擅於以連續技夾擊。
米歇爾•蘇西
綺莉葉•蘇西
米歇爾無血緣關係的妹妹。

### 丁國 法王廳
古多

### 歷史的人物
羅蘭•艾努•康菲爾德
『造物主』，天才研究員。以煉獄毒氣創造出人類，犯下禁忌被處以斬首之刑。
艾莉絲•嘉立爾
『魔劍之母』，女鐵匠。將現實中不存在的性質化為金屬，製造成武器並販售給他人，對外公佈遭到煉術師公會暗殺,
但實際上並未死亡。有雙重人格。
德雷伊安伯爵
耗費莫大財力，以毒氣製造出自己幻想的異世界物種。

## 故事舞台
瑩國
悳國
拂國
丁國

## 用語
煉獄
煉術
煉術師
煉禁術
鍵器
愚者之石
克拉夫念珠
伊祖蘇聖骸布
天堂騎士
艾莉絲的魔劍
- 艾莉絲十六號

羅蘭之子
- 第一號『消失點（Caïna）』
- 第二號『群體（Antenora）』

## 出版書籍
| 標題        | 日本           | 日本                   | 臺灣 香港     | 臺灣 香港          |
| 標題        | 發售日期       | ISBN                   | 發售日期      | ISBN               |
| ----------- | -------------- | ---------------------- | ------------- | ------------------ |
| 煉獄姬      | 2010年8月10日  | ISBN 978-4-04-868772-0 | 2012年7月25日 | ISBN 9789862878132 |
| 煉獄姫 二幕 | 2011年1月10日  | ISBN 978-4-04-870236-2 | 2012年11月3日 | ISBN 9789863250241 |
| 煉獄姫 三幕 | 2011年5月10日  | ISBN 978-4-04-870488-5 | 2013年2月7日  | ISBN 9789863251484 |
| 煉獄姫 四幕 | 2011年11月10日 | ISBN 978-4-04-886087-1 | 2013年5月22日 | ISBN 9789863253686 |
| 煉獄姫 五幕 | 2012年5月10日  | ISBN 978-4-04-886564-7 | 2013年8月16日 | ISBN 9789863255451 |
| 煉獄姫 六幕 | 2013年1月10日  | ISBN 978-4-04-891300-3 | 2014年2月14日 | ISBN 9789863257967 |

## 外部連結
- （日語）電撃文庫＆電撃文庫MAGAZINE